# Ван-Верт (Огайо)
Ван-Верт (англ. Van Wert) — місто (англ. city) в США, в окрузі Ван-Верт штату Огайо. Населення — 11 092 особи (2020).

## Географія
Ван-Верт розташований за координатами 40°51′57″ пн. ш. 84°35′17″ зх. д. / 40.86583° пн. ш. 84.58806° зх. д. (40.865867, -84.588035).  За даними Бюро перепису населення США в 2010 році місто мало площу 19,70 км², з яких 18,97 км² — суходіл та 0,73 км² — водойми.

## Демографія
Згідно з переписом 2010 року, у місті мешкало 10 846 осіб у 4536 домогосподарствах у складі 2812 родин. Густота населення становила 551 особа/км².  Було 5111 помешкання (259/км²).
Расовий склад населення:
| - 94,6 % — білих - 1,7 % — чорних або афроамериканців - 0,4 % — азіатів - 0,1 % — корінних американців - 1,2 % — осіб інших рас |

До двох чи більше рас належало 2,0 %. Частка іспаномовних становила 4,0 % від усіх жителів.
За віковим діапазоном населення розподілялося таким чином: 24,4 % — особи молодші 18 років, 57,5 % — особи у віці 18—64 років, 18,1 % — особи у віці 65 років та старші. Медіана віку мешканця становила 39,6 року. На 100 осіб жіночої статі у місті припадало 88,0 чоловіків;  на 100 жінок у віці від 18 років та старших — 83,4 чоловіків також старших 18 років.
Середній дохід на одне домашнє господарство  становив 48 536 доларів США (медіана — 37 266), а середній дохід на одну сім'ю — 59 325 доларів (медіана — 48 359). Медіана доходів становила 39 669 доларів для чоловіків та 31 755 доларів для жінок. За межею бідності перебувало 21,2 % осіб, у тому числі 34,2 % дітей у віці до 18 років та 6,2 % осіб у віці 65 років та старших.
Цивільне працевлаштоване населення становило 4390 осіб. Основні галузі зайнятості: виробництво — 31,6 %, освіта, охорона здоров'я та соціальна допомога — 21,7 %, роздрібна торгівля — 10,3 %, мистецтво, розваги та відпочинок — 9,1 %.